# 세계초고층도시건축학회
세계초고층도시건축학회(영어: Council on Tall Buildings and Urban Habitat)는 미국 시카고에 위치한 회사다. 이 회사는 1969년에 설립되어 현재 운영하고 있다.

## 같이 보기
- 엠포리스